# Andronikos Palaiologos (Schwiegersohn Theodors I.)
Andronikos Palaiologos (mittelgriechisch Ἀνδρόνικος Παλαιολόγος; † wohl um 1216) war ein Schwiegersohn des byzantinischen Kaisers Theodor I. Laskaris und kurzzeitig Thronfolger im Exilreich von Nikaia.

## Leben
Über die Person des Andronikos gibt es nur wenige gesicherte Fakten, auch seine Herkunft innerhalb der Palaiologenfamilie liegt im Dunkeln. Selbst über den Namen besteht Unklarheit, denn der Metropolit von Ephesos, Nikolaos Mesarites, der seine Hochzeitszeremonie leitete, nennt ihn in einer Predigt Konstantin Dukas Palaiologos. Jedoch heißt er, beginnend mit Georgios Akropolites als Hauptquelle, bei allen byzantinischen Chronisten Andronikos, so dass in der Forschung überwiegend davon ausgegangen wird, dass der abweichende Name im Bericht des Mesarites auf der Verschreibung eines späteren Kopisten beruht.
Andronikos Palaiologos erscheint bei Akropolites erstmals 1211 als Teilnehmer des Feldzugs gegen das Lateinische Kaiserreich, der mit der Niederlage der Nikäer in der Schlacht am Rhyndakos endete. Im Verlauf dieser Kampagne eroberte der lateinische Kaiser Heinrich von Flandern auch Lentiana und Poimanenon. Andronikos war offenbar einer der führenden Kommandeure während der Belagerung von Lentiana; er wurde von den Lateinern gefangen genommen, aber später wieder freigelassen.
Umstritten ist auch das Datum der Eheschließung des Andronikos mit Irene Laskarina, der ältesten Tochter Kaiser Theodors I. Während die Chronologie bei Akropolites die Hochzeit in die zeitliche Nähe der Ereignisse von 1211 rückt, datierte sie August Heisenberg aufgrund der Angaben bei Mesarites deutlich später auf Februar 1216. Wahrscheinlich anlässlich seiner Heirat wurde Andronikos die herausragende Hofwürde eines despotes verliehen. Da die beiden Söhne des Kaisers, Nikolaos und Johannes, schon jung gestorben waren, avancierte Andronikos damit zum präsumtiven Thronfolger. Doch starb er auch schon kurze Zeit später; Akropolites zufolge erlag er einer unbekannten Geschlechtskrankheit. Irene wurde daraufhin mit dem Protovestiarios Johannes Dukas Batatzes verheiratet, der Theodor I. 1222 als Kaiser nachfolgte.